# Diana Sujew
Diana Sujew (née le 2 novembre 1990 à Riga en Lettonie) est une athlète allemande spécialiste du demi-fond, et plus particulièrement du 1 500 mètres. Elle a participé aux Jeux olympiques de Rio, échouant en demi-finale du 1 500 m.

## Biographie
6e des championnats d'Europe 2012 sur 1 500 m, Diana Sujew récupère la médaille d'argent en 2016 à la suite de la disqualification pour dopage de quatre athlètes classées devant elle. Sa médaille lui est remise à l'occasion des Championnats d'Allemagne en salle, le 17 février 2018.

## Palmarès
| Date | Compétition               | Lieu     | Résultat | Temps          |
| ---- | ------------------------- | -------- | -------- | -------------- |
| 2012 | Championnats d'Europe     | Helsinki | 2e       | 4 min 09 s 28  |
| 2014 | Championnats d'Europe     | Zurich   | 8e       | 4 min 08 s 63  |
| 2015 | Relais mondiaux de l'IAAF | Nassau   | 5e       | 11 min 06 s 14 |
| 2017 | Universiade               | Taipei   | 7e       | 4 min 21 s 72  |

## Records
| Épreuve      | Épreuve   | Performance   | Lieu               | Date            |
| ------------ | --------- | ------------- | ------------------ | --------------- |
| 800 mètres   | Plein air | 2 min 02 s 29 | Lignano Sabbiadoro | 17 juillet 2012 |
| 1 500 mètres | Plein air | 4 min 05 s 62 | Heusden-Zolder     | 13 juillet 2013 |
| 1 500 mètres | En salle  | 4 min 07 s 72 | Potsdam            | 22 janvier 2012 |